# جامعة أنتويرب
جامعة أنتويرب هي واحدة من الجامعات البلجيكية الرئيسية التي تقع في مدينة أنتويرب. تأسست في عام 2003 بعد اندماج ثلاث جامعات صغرى وتتميز الجامعة بمعاييرها العالية في التعليم والبحوث التنافسية الدولية وكذا نهج تنظيم المشاريع، كما تضم حوالي 20,000 طالب مما يجعلها ثالث أكبر الجامعات في فلاندر.
اعتبارًا من عام 2014، احتلت الجامعة المرتبة 170 عالميًا وفقًا لمجلة تايمز للتعليم العالي، والمرتبة 205 وفقًا لتصنيف الجامعات العالمي QS وما بين 201 و 300 حسب التصنيف الأكاديمي لجامعات العالم.
سنة 2018 احتلت الجامعة المرتبة 15 في تصنيف التايمز للتعليم العالي للجامعات الشابة والمرتبة 14 في تصنيف الجامعات العالمي QS لأفضل جامعة تحت 50 عام. كما تعد أبحاث الجامعة من بين أفضل الأبحاث في العالم في مجالات: اكتشاف العقاقير وتطويرها؛ علم البيئة والتنمية المستدامة الميناء والنقل والخدمات اللوجستية ؛ التصوير؛ الأمراض معدية؛ توصيف المواد علوم الأعصاب؛ السياسة الاجتماعية الاقتصادية والتنظيم السياسة العامة والعلوم السياسية؛ التاريخ الحضري والسياسة الحضرية المعاصرة.